# Chevigney-lès-Vercel
Chevigney-lès-Vercel é uma comuna francesa na região administrativa de Borgonha-Franco-Condado, no departamento de Doubs. Estende-se por uma área de 5,38 km². Em 2010 a comuna tinha 134 habitantes (densidade: 24,9 hab./km²).